# 한양중학교 축구부
한양중학교 축구부는 서울특별시에 위치한 한양중학교의 축구부이다.

## 역대 감독
| 감독   | 임기 |
| ------ | ---- |
| 강창기 | 불명 |

## 같이 보기
- 한양중학교